# Teetgren
Teetgren var en svensk och finsk adlig släkt med rötter i Finland. Den är sedan 1882 utslocknad.

## Historia
Släkten Teetgren härstammar på mödernet från släkten Teit i Pernå som i sin tur är upphov till den adliga ätten Teet (nr 550, utdöd 1799). Med Teet delar de inte bara ursprung utan även vapensköldens röda Andreaskors på vit botten. Därmed ingår de i ett nätverk av släkter (Teet, Creutz, Poitz, Stjerncreutz) med ursprung i Pernåtrakten vilkas vapensköldar alla – liksom även Pernå kommuns vapen – baseras på det skotska Andreaskorset. Släkten Teit menades härstamma från klanen Tait i skotska Pirn och ha anlänt till Finland under Birger Jarls tid på 1200-talet.
Släkten Teetgrens stamfar anses vara Bertil Iivanainen, som verkade vid 1500-talets början och omnämns som borgmästare i Viborg i en handskrift från 1600-talet. Jully Ramsay har i sin redovisning för den adliga släkten Teetgren uppgett att Bertil Iivanainen skulle ha varit en adelsman med en gård kallad Iivanala och som i sin sköld förde tre duvor, baserat på en läsning av den förut nämnda handskriftens följande passus: "Bertel Ivanain af Ivanala med vithe dufver Johan v.d. Hoijis tid." Denna uttolkning av ett svårt fläckat dokument har tillbakavisats av Georg Luther, som menar att den korrekta läsningen ska vara "Bertel Iuanain aff Iuanala Borgmester i Wi[bor]g uthi Grefue Johan v. der Hoijes tidh." Huruvida Bertil Iivanainen var frälse eller ej kan inte avgöras, i brist på andra källor. Det kan inte bekräftas att han var borgmästare, men heller inte avvisas. 
Om Bertils son Matts Bertilsson Iivanainen vet man att han dog före 1535, var gift med Margareta Mattsdotter och med henne hade fyra barn. Ett dokument från 1554 knyter hans namn till Mola (finska: Muolaa) socken utanför Viborg. En uppgift i samma handskrift som nämnts tidigare anger att han var präst, men detta har ifrågasatts. Däremot vet vi säkert att hustrun hade betydande egendomar i Viborg och trakten omkring, vilket framgår i dokumenten kring en arvstvist. Bland gårdarna kan nämnas Tali samt ytterligare sex egendomar i fem olika socknar. Deras son Jöns Mattsson (Johannes Matthiae) Iivanainen studerade till präst på okänd ort, och avslutade studierna i början av 1550-talet. Han var kyrkoherde i Padasjoki 1553 och Sysmä 1566-78. Han ägde Perojoki i Viborgs socken och dog troligen 1578. Han gifte sig 1549 med Karin Larsdotter Teit, som levde ännu 1599.
Henrik Jönsson Iivanainen, son till Jöns Mattsson, var tullnär i Viborg 1597 och handskrivare på Viborgs slott. På grund av religionspolitiska motsättningar efter hertig Karls maktövertagande blev Henrik Jönsson tillsammans med sin bror Lars Jönsson fängslade 1599, men Henrik Jönsson blev efter viceamiralen Peder Stolpes (den äldre) vädjan frigiven. Han blev slottsskrivare i Viborg 1607. Henrik Jönsson var kunnig i ryska och därför medlem av Sveriges fullmäktige vid gränsläggningen mellan Ingermanland och Novgorods län 1617–1618 och en av kommissarierna vid det följande sammanträdet med de ryska sändebuden. Redan 1604 och 1606 hade han medverkat vid förhandlingar med Ryssland. 1618 medverkade han vid förhandlingarna om frigivningen av svenska krigsfångar i Ryssland samt gränsförhandlingarna i Kexholm 1620.Henrik Jönsson översatte till svenska via tyskan Franciscus Raguellus' verk "lex Politica Dei", vilket trycktes i Rostock under brodern Simon Jönssons överseende. Henrik Jönsson ärvde omkring 1615 efter sin faster Margareta Mattsdotter Tali gård och tre andra egendomar i Viborgs socken. Han fick frälse på Haltiansaari och 1618 adlig frihet och privilegier för alla gods som hans faster testamenterat honom  samt i förläning all tionde i Jääskis socken. Död 1628 i Viborg. Gift med (1) okänd, möjligen av släkten Ille, som levde 1594; (2) med Barbara Plagman, dotter till borgmästaren i Åbo Peter Plagman. Hon gifte sig efter makens död 1634 med fältsekreteraren Christian Simonsson (adlad Tallberg), död 1671.
Jöns Henriksson (adlad Teetgren), son till Henrik Jönsson ovan, var student vid Rostocks universitet 1623 och reste på kontinenten till 1628. Samma år blev han slottsskrivare i Viborg, och aktuarie vid Åbo hovrätt 1633. Åter i Viborg blev han kammarreferendarie 1637 och därefter sekreterare vid Landskansliet i Narva 1647. Han tvistade med sin styvmor om arvet efter sin far och fick konfirmation på godsen Tali, Nikoskyla, Repola, Haltiansaari och Hatula 1634, för vilka han även fick ärftligt frälse 1649. Jöns Henriksson adlades med namnet Teetgren 1652 och blev introducerad på Riddarhuset samma år under nr 528, sedan ändrat till 557. Han avled 1667. Jöns Henriksson Teetgren var gift med Anna Berendsdotter, död 1659 och begravd Viborgs domkyrka.